# Потапов Петро Осипович
Петро Осипович Потапов (рос. Пётр Осипович Потапов; 5 червня 1882 — 14 лютого 1945) — мовознавець, літературознавець, театрознавець, професор.

## Біографія
П. О. Потапов народився 5 червня 1882 року в  Лебедяні Тамбовської губернії в родині селянина.
В 1902 році закінчив Ніжинську гімназію із золотою медаллю і був зарахований на відділення російської мови і словесності Ніжинського історико-філологічного інституту. В 1907 році почав працювати викладачем латинської мови в Одеській третій чоловічій гімназії.
З 1911 року працював приват-доцентом на кафедрі російської мови і словесності Новоросійського університету. Брав участь у виданні Академією наук слов'янських перекладів візантійських хронік і працював у Болгарії, Сербії, Чехії.
В 1915 році захистив магістерську дисертацію. Був членом Історико-філологічного товариства при Новоросійському університеті, входив до складу Товариства історії та старожитностей, Педагогічного товариства тощо.
У 1920-ті роки працював в Одеській губернській політпросвіті інструктором з ліквідації неписемності серед робітників.
З 1932 року був деканом факультету мови та літератури Одеського педагогічного інституту та завідувачем кафедри російської мови.
В 1934 році кваліфікаційною Комісією Народного комісаріату освіти УРСР був затверджений професором кафедри мовознавства. З моменту відкриття філологічного факультету Одеського державного університету він там очолював кафедру російської мови і слов'янознавства (за сумісництвом). У 1934—1937 роках одночасно завідував кафедрою мовознавства Одеського німецького педагогічного інституту.
В 1944 році захистив докторську дисертацію «Слов'янський переклад Хроніки Зонари за списками Ундольського 1191, Венському 126, Хіландарському 332 та ін.»
В 1940 році був обраний депутатом Одеської міської ради.
Після визволення Одеси радянськими військами в 1944 році очолив філологічний факультет та кафедру російської мови Одеського університету, також поновив роботу кафедри російської мови Одеського педагогічного інституту.
Помер 14 лютого 1945 року в Одесі.

## Науково-педагогічна діяльність
В педагогічному інституті та університеті він читав лекції з сучасної російської мови, історичної граматики, історії російської літературної мови, старослов'янської, польської та сербської мов, порівняльної граматики слов'янських мов. Велику увагу приділяв методиці викладання лінгвістичних дисциплін.
Магістерська дисертація «До історії російського театру. Життя та діяльність В. О. Озерова» є фундаментальним дослідженням творчого шляху драматурга. В ній визначається специфіка російського класицизму. У статті «До питання про реформу російської літературної мови у першій половині XVIII століття» (1940 р.)  він охарактеризував стан розвитку російської літературної мови у першій половині 18 століття, зупинився на лінгвістичній діяльності В. К. Тредіаковського. Питанню української літературної мови була присвячена стаття «Іншомовні слова в Шевченкових творах» (1939 р.).
Є автором біля 30 опублікованих наукових робіт.

### Праці
- К вопросу о литературном составе летописи. Летопись и «Исповедание веры» Михаила Синкеля/ П. О. Потапов.// Русский филологический вестник. — 1910. — Т. 63, вып. 1. — С. 1 — 13.
- К вопросу о литературном составе летописи. II. Летопись и «Паннонские жития»/П. О. Потапов.// Русский филологический вестник. — 1910. — Т. 63, вып. 1. — С. 13 — 18.
- Введение в историю русской литературы: Лекции. — Одесса, 1918. — 112 с.
- К литературной истории рукописных сказаний о. св. Николае Чудотворце/П. О. Потапов.,// Ученые записки высшей школы г. Одессы. — 1922. — Т. 2: Отдел гуманитарно — общественных наук. — С. 119—129.
- Буква И после j и перед j в старославянских и древнерусских памятниках/П. О. Потапов.// Наукові записки Одеського державного педагогічного інституту. — Т. 1. Роботи кафедр літератури і мови. — Одеса, 1939. — С. 91 — 110.

## Родина
- Син: Потапов Володимир Петрович (24.01.1914 — 21.12.1980) — відомий математик, професор Одеського педагогічного інституту імені К. Д. Ушинського.